# Hitachdut ha-ikarim
Hitachdut ha-ikarim (hebrejsky: התאחדות האיכרים‎, doslova Jednota zemědělců) je zemědělská a osadnická organizace sdružující soukromě hospodařící zemědělce Izraeli.

## Dějiny
Vznikla roku 1920 v dobách mandátní Palestiny pod jménem Hitachdut ha-mošavot bi-Jhuda ve-Šomron (התאחדות המושבות ביהודה ושומרון‎, Jednota mošav v Judeji a Samařsku). Tehdy do ní patřilo sedm vesnic typu mošava. V červenci 1923 se v Petach Tikva sešla první konference této organizace. Šlo o jednoho z nejsilnějších reprezentantů soukromého sektoru v tehdejším jišuvu. V roce 1927 se Hitachdut ha-ikarim podílela na organizování sjezdu podobně orientovaných pravicových sdružení, který se konal v Tel Avivu s cílem ustavit střechový koordinační orgán. V roce 1931 byla při ní jako satelitní organizace zřízena zdravotní pojišťovna Kupat cholim amamit. V té době se rovněž Hitachdut ha-ikarim spolupodílela na vzniku židovských polovojenských sil Hagana.
Podle údajů k roku 1964 sdružovala organizace 7000 samostatně hospodařících farmářů a pěstitelů citrusů v cca 100 osadách. Výměra pozemků obhospodařovaných členy dosahovala 250 000 akrů (1000 km²), z toho 50 000 akrů (200 km²) citrusových sadů. V roce 1970 měla Hitachdut ha-ikarim za členy 42 obcí a poskytovala služby přímo nebo nepřímo obyvatelům 60 vesnic. Členstvo čítalo přes 8000 rodin. Organizace má na starosti ekonomické, sociální a kulturní otázky související s životem členských vesnic. Součástí organizace bylo 14 specializovaných poboček a 80 zemědělských, 10 citrusářských 11 přepravních družstev. Dále asociace pěstitelů citrusů a producentů vína v Rišon le-Cijon a Zichron Ja'akov. Financovala zemědělskou střední školu v Pardes Chana a četné mládežnické a sportovní oddíly. Podílela se na rozšiřování existujících a zakládání nových vesnic typu mošav.

## Současné aktivity
Předsedou organizace je Dovi Amitaj (דובי אמיתי‎). Pobočky Hitachdut ha-ikarim jsou v následujících sídlech: Zichron Ja'akov, Binjamina, Giv'at Ada, Hod ha-Šaron, Chadera, Javne'el, Jesud ha-Ma'ala, Metula, Karmej Josef, Kfar Tavor, Mazkeret Batja, Nes Cijona, Atlit, Petach Tikva, Pardes Chana, Rechovot, Roš Pina, Rišon le-Cijon, Ramat ha-Šaron, Ra'anana, Ramot ha-Šavim, Gedera a Migdal. Velká část z nich historicky vznikla jako zemědělské osady, ale proměnila se v současnosti na ryze městská, někdy i velkoměstská sídla. Kromě toho jsou členy další menší sídla ryze vesnického charakteru.